# Postfix (e-postserver)
Postfix är en serverprogramvara för e-post (SMTP) som utvecklats av IBM-anställde Wietse Venema. Den är fri programvara och fungerar under de flesta varianter av Unix, däribland AIX, Solaris, Linux, IRIX, HP-UX, FreeBSD, NetBSD och OpenBSD. Programmet lanserades först som VMailer, därefter i december 1998 under namnet IBM Secure Mailer, och har därefter hetat Postfix. Fördelar med Postfix är att den är snabb, säker, samt lätt att använda och konfigurera. Den har ett sendmail-liknande gränssnitt utåt (till exempel programmen sendmail(8), newaliases(1) och mailq(1)), så ett byte därifrån bör inte ge några större problem.
Kännetecknande för Postfix är att den, liksom qmail, är uppbyggd av ett antal separata processer i stället för ett stort program. Processerna kommunicerar via domain sockets eller pipes och körs i de flesta fall under ett icke-privilegierat konto. Flera av dem kan även köras i en chroot-miljö för ökad säkerhet. Alla Postfix-processer skapas och övervakas av master-processen.
En viktig egenskap i Postfix är att den använder generella uppslagstabeller, lookup tables, för mängder av olika uppgifter. En uppslagstabell motsvarar ungefär en hashtabell och ger en viss sträng tillbaka givet en viss uppslagsnyckel. Tabeller kan vara i många olika format, bl.a. dbm, reguljära uttryck (både vanliga och PCRE), LDAP, MySQL och PostgreSQL. Man kan till exempel använda uppslagstabeller för att reglera vilka klienter och/eller avsändaradresser som ska tillåtas, eller bestämma vilka adressomskrivningar som ska göras.
Postfix är inte lika flexibel som sendmail när det gäller adressomskrivningar, men är i övrigt rik på finesser -- till exempel TLS, SMTP-autentisering via SASL, samt VERP. Postfix tillhandahåller också många metoder för att motarbeta spam, och har ett flexibelt gränssnitt för att integrera produkter från tredje part.
Postfix vidareutvecklas nästan helt av Wietse Venema själv. Två parallella utvecklingsspår finns; den stabila versionen och den experimentella. Alla nya funktioner introduceras i den experimentella versionen, och när programkoden och användargränssnittet har stabiliserat sig så hamnar funktionen även i den stabila utgåvan. Den experimentella versionen är också stabil på så vis att den är fullt användbar i produktionsmiljöer, men den är naturligtvis mindre beprövad än den stabila versionen och kan få inkompatibla förändringar i användargränssnittet.

## Nyheter
- 2 april 2007: Postfix 2.4 släppt: Nyheter i urval:
  - Stödet för milter utökat så att meddelandetexten och inte bara meddelandehuvudet kan påverkas.
  - Stöd för kqueue, /dev/poll och epoll för att klara av fler öppna filer samtidigt utan specialknep.
- 11 juli 2006: Postfix 2.3 släppt. Nyheter i urval:
  - TLS-stödet väsentligt förbättrat med bättre möjligheter att styra vilka sorters säkra anslutningar som får användas mot olika servrar.
  - Stöd för milter, sendmail-världens gränssnitt för externa filterprogram.
  - Stöd för leveransrapporter, DSN (delivery status notification).
  - Mer specifika felkoder lämnas i enlighet med RFC3463.
  - SASL-autentiseringen är inte beroende av Cyrus SASL utan har ett plugingränssnitt. Plugins för Cyrus SASL och Dovecot följer med.
- 9 mars 2005: Postfix 2.2 släppt. Nyheter i urval:
  - Stöd för TLS, IPv6, CDB, SDBM och NIS+ finns nu i den officiella utgåvan av Postfix. Dessa funktioner har tidigare bara funnits via patchar från tredje part.
  - Förbättrat frågegränssnitt mot LDAP-kataloger samt MySQL- och PostgreSQL-databaser.
  - SMTP-klienten kan återanvända anslutningar, dvs. använda samma anslutning för att skicka flera meddelanden (connection caching). Ifall en server enbart tillåter ett väldigt begränsat antal anslutningar eller där anslutningarna av någon annan anledning tar väldigt lång tid att öppna så kan denna funktion öka prestandan dramatiskt.
- 22 april 2004: Postfix 2.1 släppt. Nyheter i urval:
  - Verifiering av avsändar- och mottagaradresser (sender/recipient address verification), dvs. att Postfix samtidigt som en SMTP-session pågår ansluter till en främmande SMTP-server och inleder en SMTP-konversation för att avgöra om en adress är giltig. Om så inte är fallet kan meddelandet i den ursprungliga sessionen avvisas.
  - Beslut om huruvida ett meddelande ska accepteras eller avvisas kan delegeras till externa policyservrar som kan kommunicera med Postfix via ett enkelt kommunikationsprotokoll.
  - Möjlighet till innehållskontroll innan ett meddelande accepteras och hamnar i kön.
  - Stöd för uppslagningar mot PostgreSQL-databaser.
  - Dokumentationen helt omskriven.
- 22 december 2002: Postfix 2.0 släppt. Nyheter i urval:
  - Bättre MIME-stöd.
  - Förbättrat system för virtuella mailbox-domäner.
  - Ny demon, proxymap, för att underlätta chroot-konfigurationer och minska antalet nödvändiga anslutningar till "dyra" tabelltyper (till exempel MySQL och LDAP).
- 17 januari 2002: Postfix 1.1 släppt.